# Virus cúm D
Virus cúm D là một loài trong chi virut Influenzavirus D, thuộc họ Orthomyxoviridae, gây bệnh cúm.
Virus cúm D được biết là lây nhiễm cho lợn và gia súc; chưa quan sát được việc nhiễm trùng của virus này ở người. Lần đầu tiên được phân lập từ lợn vào năm 2011, virus này được phân loại là một chi mới của Orthomyxoviridae vào năm 2016, khác với chi virus cúm C đã biết trước đây; trước đó, vi-rút cúm D được cho là một tiểu loại của virus cúm C.
Các trường hợp nhiễm virus loại D rất hiếm so với loại A, B và C. Tương tự như loại C, loại D có 7 đoạn RNA và mã hóa 9 protein, trong khi loại A và B có 8 đoạn RNA và mã hóa ít nhất 10 đoạn protein.

## Virus cúm D
Các virus cúm là thành viên của gia đình Orthomyxoviridae. Vi-rút cúm A, B, C và D đại diện cho bốn loại vi-rút cúm kháng nguyên. Trong số bốn loại kháng nguyên, virus cúm A là nghiêm trọng nhất, vi-rút cúm B ít nghiêm trọng hơn nhưng vẫn có thể gây ra dịch và vi-rút cúm C thường chỉ liên quan đến các triệu chứng nhỏ. Virus cúm D ít phổ biến hơn các loại kháng nguyên khác và nó không được biết là gây ra bất kỳ bệnh nhiễm trùng nào ở người. Không có mẫu virus cúm D nào được phát hiện trong mẫu huyết thanh từ người; tuy nhiên, các kháng thể ức chế hemagglutination chống lại virus cúm D đã được phát hiện ở người, với tỷ lệ xuất hiện ước tính là 1,3% trong dân số, cho thấy rằng virus này cũng có thể lây nhiễm ở người. Tuy nhiên, những kháng thể này có thể đã được tạo ra sau khi bị nhiễm vi-rút cúm C, loại kháng thể phản ứng chéo với vi-rút loại D. Cần nhiều nghiên cứu hơn để kết luận liệu virus loại D có thể lây nhiễm sang người hay không.
Virus cúm D có thành phần amino acid 50% tương tự như virus cúm C, tương tự như mức độ phân kỳ giữa loại A và B, trong khi loại C và D có mức độ phân kỳ lớn hơn nhiều so với loại A và B. Influenzaviruses C và D được ước tính đã chuyển hướng từ một tổ tiên duy nhất hơn 1.500 năm trước, khoảng 482 sau Công nguyên. Bản thân Influenzavirus D hiện có hai dòng, được ước tính đã xuất hiện hơn 45 năm trước, khoảng năm 1972 sau Công nguyên.